# Гон (биология)

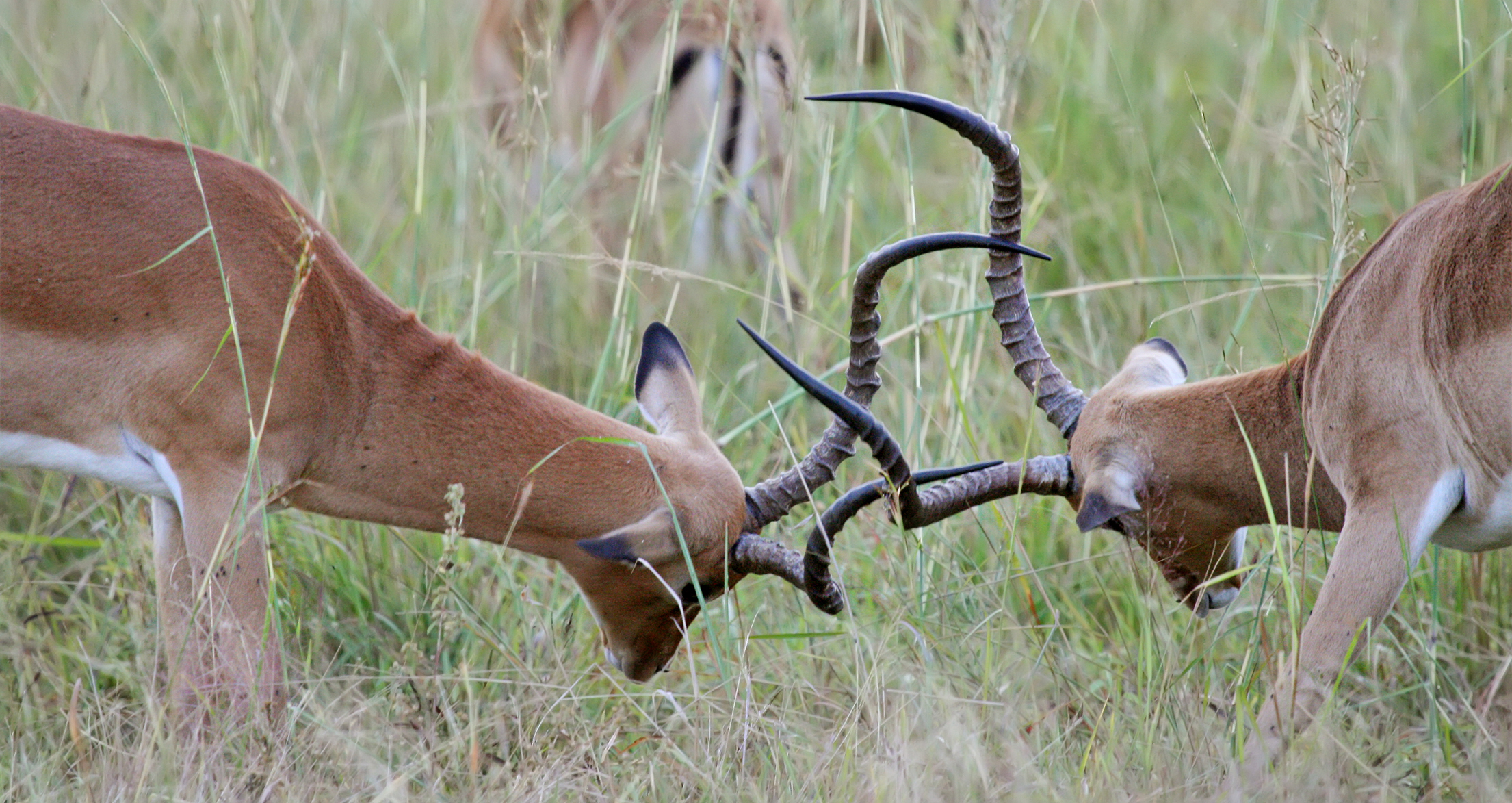
Самцы импалы во время гона

Гон — период спаривания у животных, сопровождающийся целым набором поведенческих парадигм, индивидуальных для каждого вида. Может проходить и несколько раз в год, когда у самок млекопитающих наступает течка и запахи выделений начинают привлекать самцов, которые становятся агрессивными и борются с другими самцами за обладание самкой. 
У самцов гон сопровождается повышенной выделяемостью тестостерона, более ярким выражением половых диморфизмов и усилением агрессивности. Самцы могут обозначать себя при помощи грязи, поддаваться физиологическим изменениям или проявлять особые признаки, с целью сделать себя более зрительно привлекательным, заметным для самок. Также самцы используют запах выделений желёз и вымачивание в собственной моче, чтобы стимулировать самок к спариванию.
Для разных видов время гона зависит от продолжительности беременности. Происходит это для того, чтобы молодёжь рождалась весной, во время появления новой зелени, обеспечивающей еду для самок и позволяющей им давать молоко детёнышам; а также для того, чтобы уменьшить риск переохлаждения потомства.